# Kelet-kalamúni offenzíva (2016. szeptember–október)
A kelet-alamúni offenzíva az ISIL által a szír felkelők ellen a Ríf Dimask kormányzóságban, a Kalamún-hegység mintegy 15 km-es vonulata mentén indított átfogó katonai offenzíva volt.

## Az offenzíva
2016. szeptember 3-án z ISIL két autóbombát indított útnak a felkelők hegységbeli állásai ellen, de mindkettőt még azelőtt megsemmisítették, hogy elérték volna céljaikat. Ezután az ISIL három irányból indított támadást a felkelők kezén lévő területek ellen, mely során több állomásukat lerohanták, és a jelentések szerint több mint 20 felkelőt megöltek.
Három nappal később az ISIL egy konvojt telepített a térségbe, mivel egy második támadást indítottak a környéken. Az összecsapások során a felkelők megsemmisítették a csoport egyik T–72-esét, egy buldózerét és egy BGM–71 TOW rakétával az egyik ZU–23–2-jüket. Másnap a Jaysh al-Islam visszafoglalt az ISIL-től egy hegyet Dumayr közelében.
Szeptember 9-én az ISIL egy harmadik támadást indított a hegységben rejtőző felkelői csoportok ellen. A Szabad Szíriai Hadsereg különböző csoportjai és az Jaysh al-Islam által vezetett lázadók visszaverték a támadást, és az ISIL több tucat harcosával végeztek. Másnap több száz fős felkelői erősítés érkezett a térségbe. Szeptember 13-án az ISIL visszafoglalta a Jabal Zubaydi, a Tall Daba'a és a Jabal al-Afa'i hegyek csúcsait. Szeptember 14-15-én a felkelők ellentámadást indítottak, hogy visszafoglalják Jabal al-Afa'i hegyét. Szeptember 17-18-án az ISIL sikeres támadást intézett a felkelők állásai ellen Badiya területén, ahol négy védekezőt megöltek, negyvenet pedig fogságba ejtettek. Eközben két járművük lett oda. Szeptember 19-én heves harcokról érkeztek hírek, melyek a felkelők és az ISIL között zajlottak. Ekkor már harmadik hete folyt a csoport támadása.
Szeptember 21-én az Ahrar al-Sham és az Ahmad al-Abdo Mártír Seregei visszafoglalták Rajem al-A'ali területét, így az al-Afa'i-hegység 40%-a már az ő ellenőrzésük alá tartozott, miközben a Szíriai Arab Légierőnek az ISIL-t támadó egyik MiG–23 típusú repülőgépe lezuhant a régióban. A felkelők a nap folyamán tovább haladtak, és a Jebal Batra területén több állást is visszafoglaltak. A kormány megsemmisített repülőgépének a pilótája a felkelők kezén lévő területen ért földet, és egy erre a területre érvényes megállapodás értelmében a felkelők átadták őt a Szír Fegyveres Erőknek, amiért cserébe a jelentések szerint kézi fegyvereket és lőszert kaptak. Szeptember 23-ra a felkelők Jabal al-Afa'i 70%-át elfoglalták.
Miután október 9-én az ISIL megtámadta az al-Khandaq és az al-Naqab hegységeket, ismeretlen számú felkelő és 12 ISIL-tag vesztette életét. Másnap az összecsapásokban öt felkelő esett el. Október 15-én a felkelők támadást indítottak Kahil Tes és Mahol területei ellen.

## Következmények
Október 26-án a Szír Hadsereg elkezdett az ISIL fennhatósága alatt lévő területeket lőni a régióban. November 2-án Jabal al-Afa'i környékén kiújultak az összecsapások az ISIL és a felkelők között.
November 6-án a felkelők saját támadást indítottak, mely során az ISIL pozícióit vették tűz alá. Állításaik szerint három ellenőrző pontot elfoglaltak, miközben az ISIL 7., ők pedig 4 tagjukat vesztették el. Ezzel a felkelők áttörték a területet érintő ostromgyűrűt, és nekiálltak visszafoglalni olyan területeket, melyeket korábban a csoport elfoglalt tőlük.
December 29-én az FSA offenzívát indított az ISIL védvonalai ellen Kelet-Kalamún térségében, és öt falut elfoglaltak.